# Kristal Abazaj
Kristal Abazaj, född 6 juli 1996 i Elbasan i Albanien, är en albansk fotbollsspelare (mittfältare) som spelar för Kukësi, på lån från den belgiska klubben Anderlecht.